# 蚌埠公交123路
蚌埠公交123路，是中国安徽省蚌埠市的一条公交线路，由小黄山首末站开往体育场，由蚌埠市公共交通集团有限公司管理、运营。

## 历史

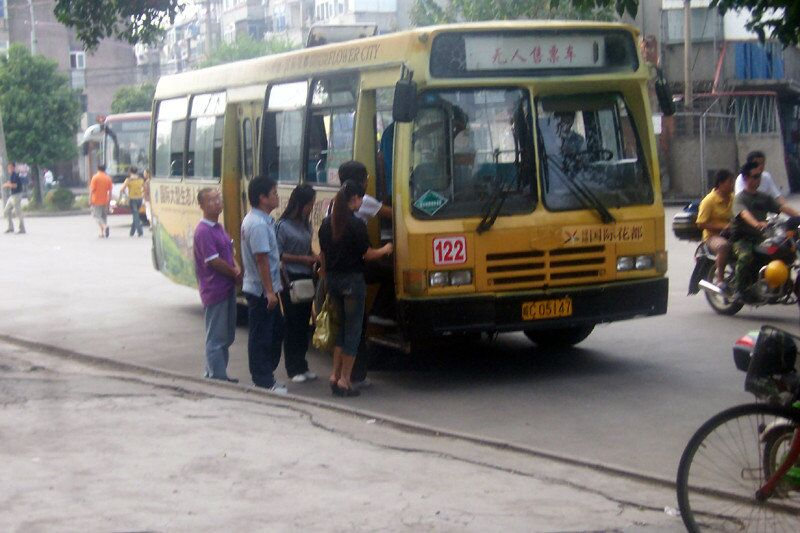
2005年123路开通时使用的长江客车
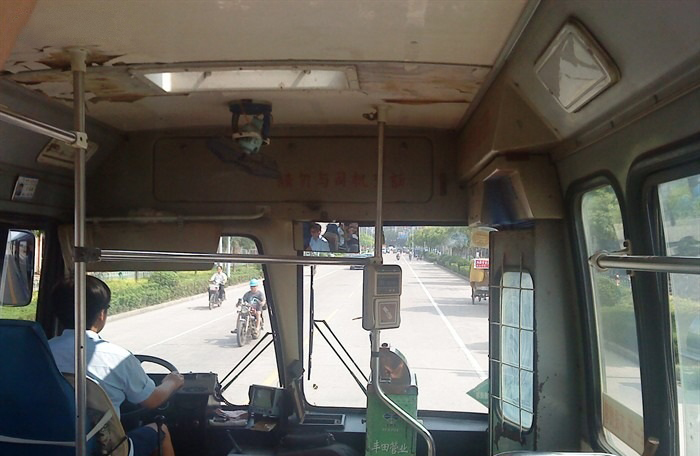
2005年123路开通时使用的长江客车 内饰
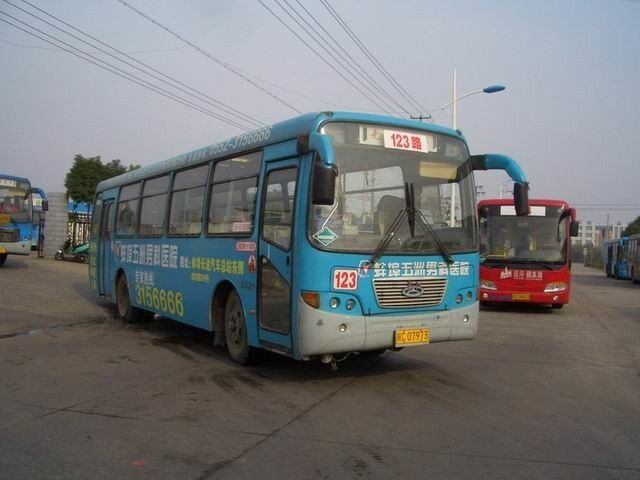
2007年123路的使用103路曾经使用过的长江客车
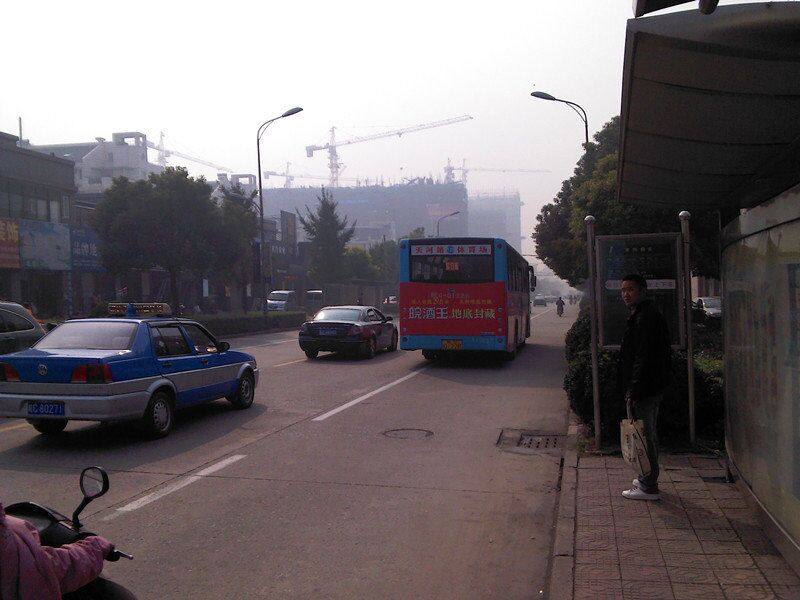
2010年123路的使用103路曾经使用过的江淮前置客车
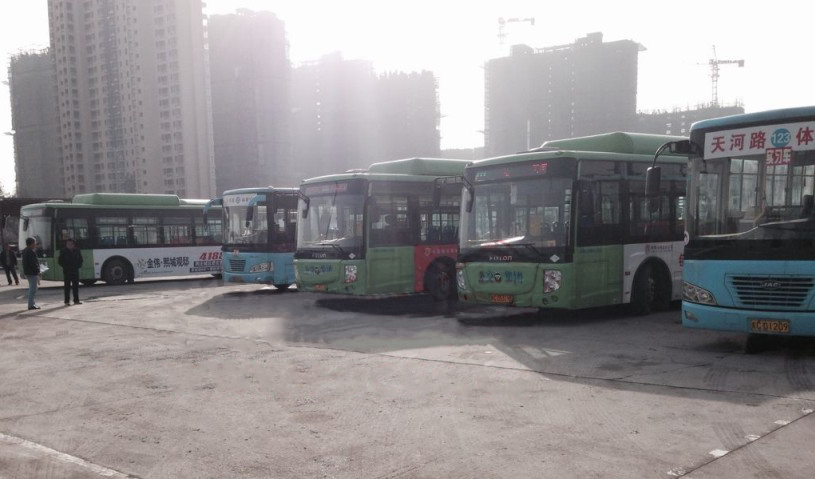
2013年123路停靠在终点站机电技师学院
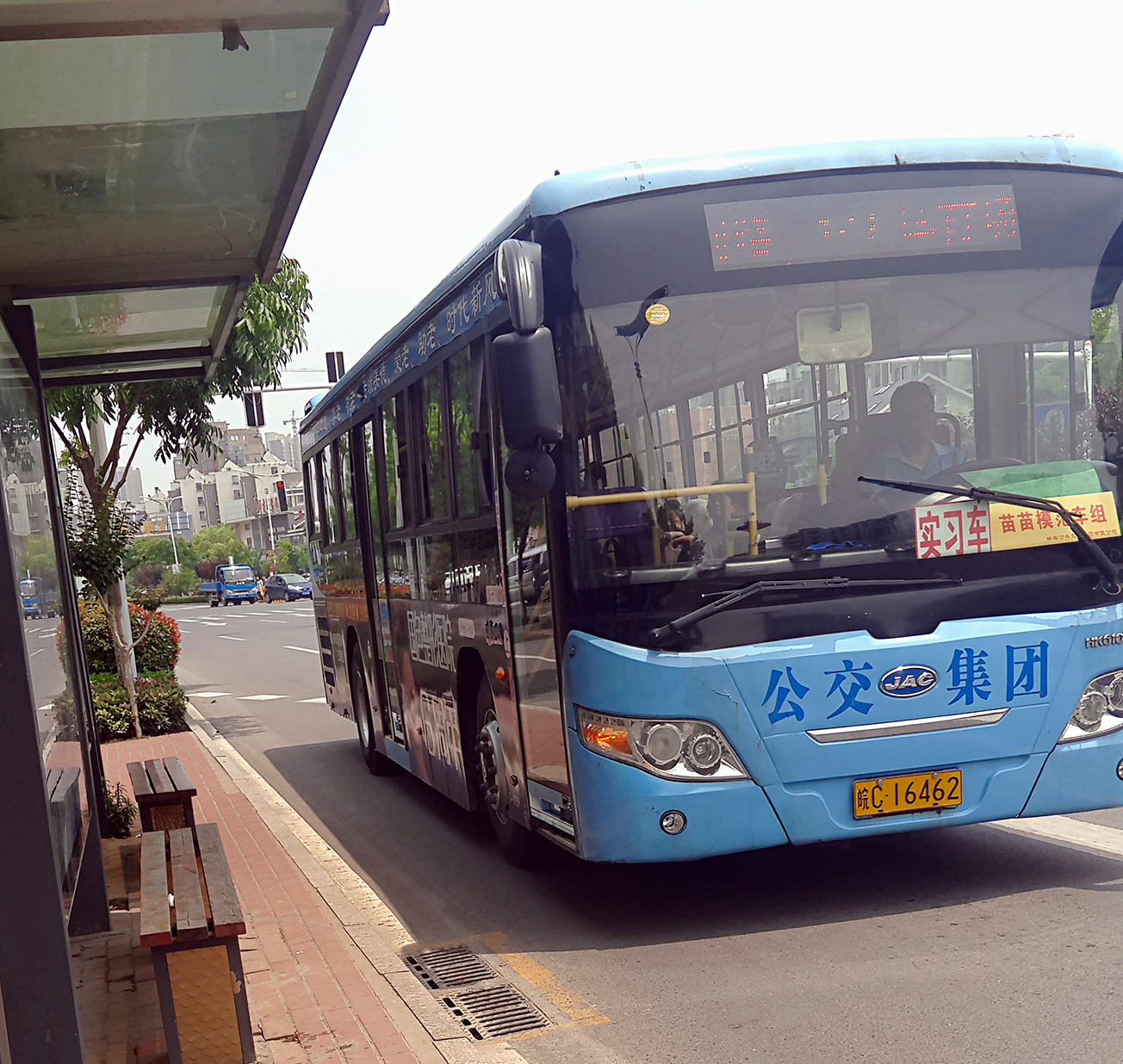
2016年123路使用的江淮客车
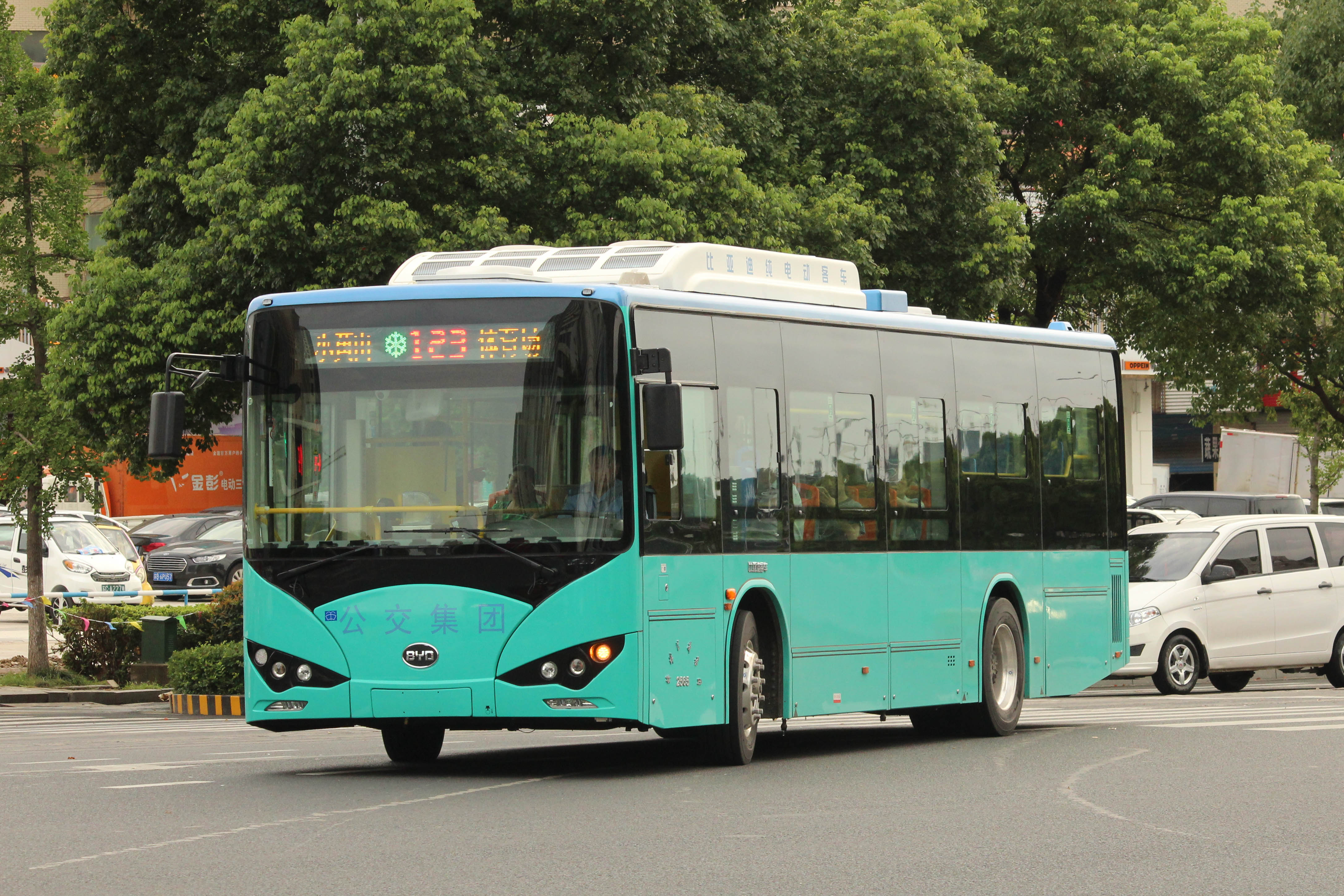
2016年6月123路新上线的比亚迪K8A型

- 2005年，蚌埠公交公司实行公交改革，珠城巴士公司成立。为便于禹会区市民出行，开通123路，采用无人售票制。[2][3]
- 2010年，蚌埠公交集团将原103路使用的江淮前置天然气客车投入123路。[4]
- 2014年5月8日，蚌埠公交123路使用的一台年久失修的江淮前置天然气客车1493号车疑因电路故障自燃报废。[5][6]
- 2015年，蚌埠公交集团将123路终点站延伸至小黄山。
- 2015年2月1日，123路因建国路封闭施工改道延安路-体育路-中荣街-胜利路-延安路。[7]
- 2016年9月30日，123路恢复冬季运营时间，末班车提前80分钟。[8]
- 2017年7月，蚌埠公交集团购置300台比亚迪K8A型纯电动空调车，其中20余台投入123路。[9][10][11]
- 2018年3月16日起，体育路延安路—中荣街路段封闭施工，受施工影响，123路由原延安路-体育路-胜利路-延安路调整为延安路-胜利路-兴业街-体育路-延安路。线路临时调整期间将不再停靠“体育场”、“体育场东”站；临时停靠“华海商城”、“延安路·胜利路”单边站。[12]

## 站点

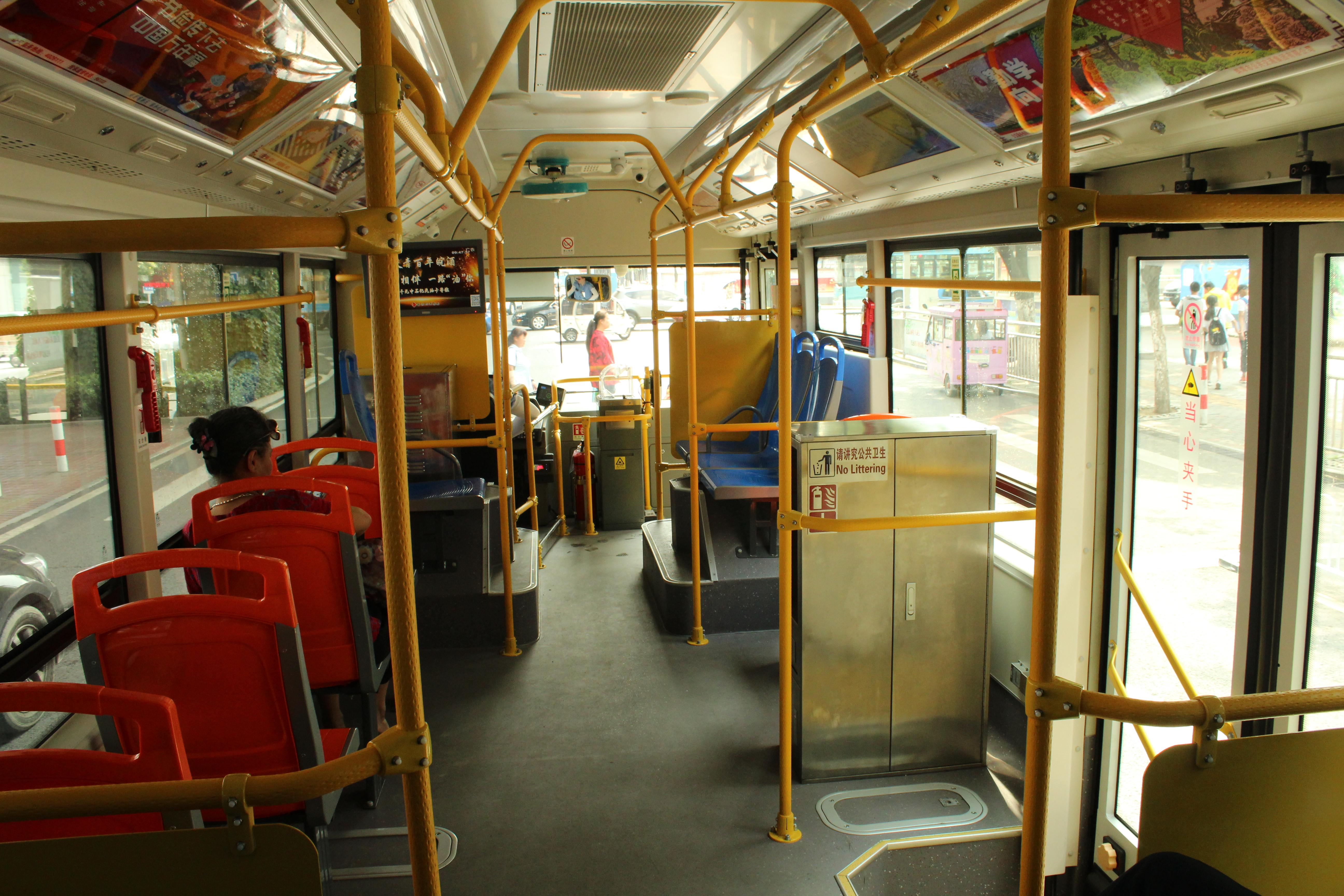
蚌埠公交123路比亚迪K8内饰

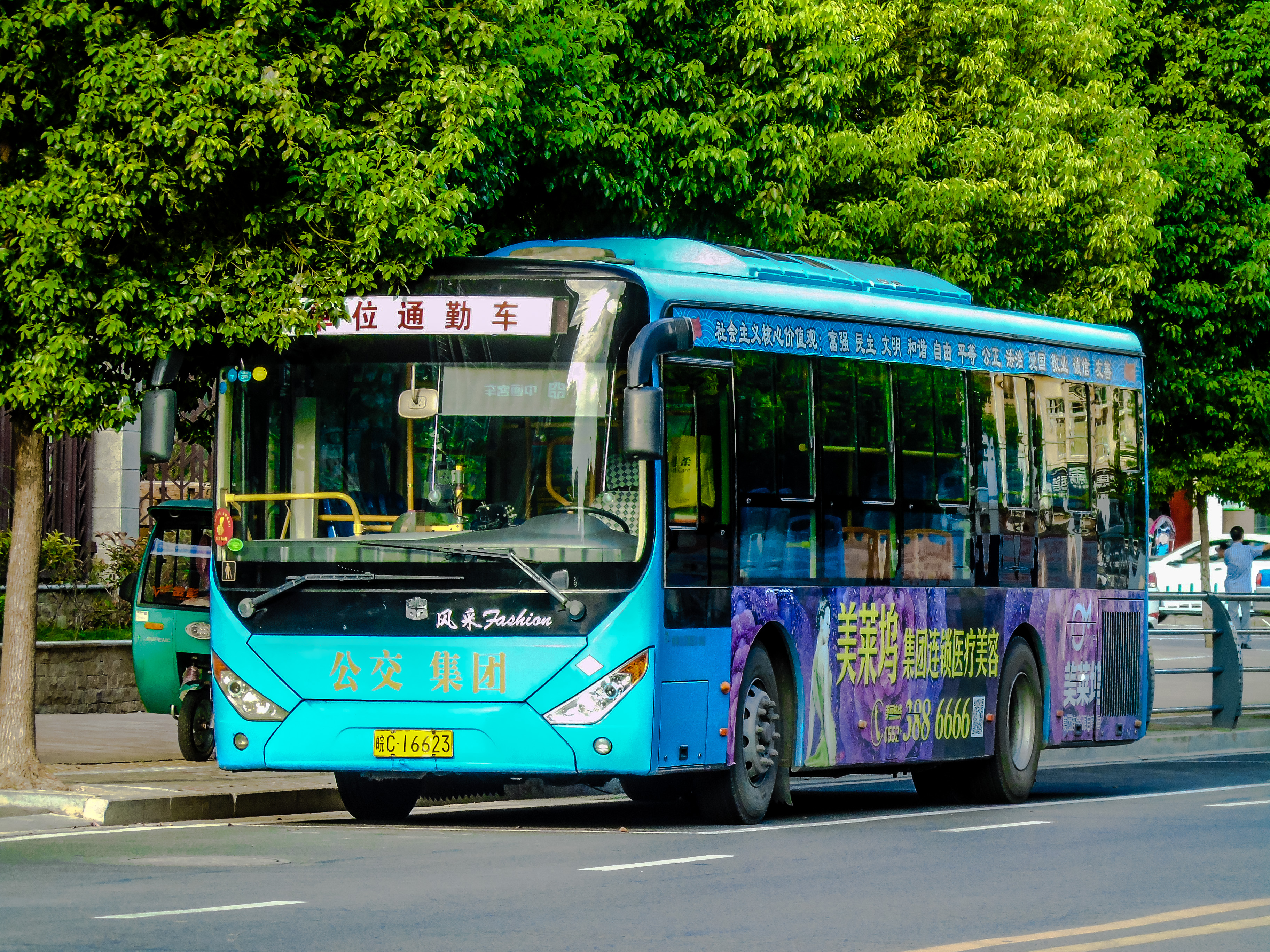
蚌埠公交123路退役车辆现为通勤车

### 途经站
- 往体育场 ： 小黄山首末站 - 天河路 - 绿地世纪城 - 山香村·山香医院 - 中粮大道•燕山路 - 中粮大道•兴中路 -  东海大道·中粮大道 - 如意嘉园 -  长青南路·东海大道 -  长乐路·友谊路 - 长乐路·华光大道（西） - 华光大道·电子41所 - 电子41所 -  东海大道·张公山路 - 锦江大酒店（单边） - 张公山公园南门 - 张公湖 - 光彩市场 - 工农路·万达广场 - 工农路·荆山路 - 沁雅花园西 - 沁雅花园北 - 会展中心 - 中信银行 - 延安路·体育路 - 体育场
- 往小黄山首末站 ： 体育场 - 延安路·体育路 - 中信银行 - 会展中心 - 沁雅花园北 - 沁雅花园西 - 工农路·荆山路 - 工农路·万达广场 - 光彩市场 - 张公湖 - 张公山公园南门 - 锦江大酒店（单边） - 东海大道·张公山路 - 电子41所 - 华光大道·电子41所 - 长乐路·华光大道（西） - 长乐路·友谊路 - 长青南路·东海大道 - 如意嘉园 - 东海大道·中粮大道 - 中粮大道•兴中路 - 中粮大道•燕山路 - 山香村·山香医院 - 绿地世纪城 - 天河路 - 小黄山首末站[13]

## 票价
- 未持卡乘客普通车投币1元，空调车投币2元。
- 持普通电子钱包卡普通车0.9元/次，空调车1.8元/次。
- 持学生月票卡普通车0.18元/次，成人卡0.36元/次，空调车加1元。
- 持老人卡、拥军卡、爱心卡的乘客免费乘车。[14]

## 资料来源
1. ↑  .   [2017-07-06]. （原始内容存档于2017-08-02）.
2. ↑  .   [2017-08-20]. （原始内容存档于2020-10-31）.
3. ↑  .   [2017-08-20]. （原始内容存档于2019-07-24）.
4. ↑  .   [2017-07-06]. （原始内容存档于2017-08-01）.
5. ↑  .   [2017-07-06]. （原始内容存档于2017-08-03）.
6. ↑  .   [2017-07-06]. （原始内容存档于2017-08-03）.
7. ↑  蚌埠市建国路2月1日起半封闭施工 117路、123路公交改线[]
8. ↑  .   [2017-07-06]. （原始内容存档于2019-08-22）.
9. ↑  .   [2017-07-06]. （原始内容存档于2019-07-23）.
10. ↑  .   [2017-07-06]. （原始内容存档于2017-07-31）.
11. ↑  .   [2017-07-06]. （原始内容存档于2017-07-31）.
12. ↑  .   [2018-03-18]. （原始内容存档于2018-03-18）.
13. ↑  .   [2017-07-06]. （原始内容存档于2017-07-08）.
14. ↑  .   [2017-07-06]. （原始内容存档于2018-03-09）.